# Louis-Ferdinand Céline
Louis-Ferdinand Céline, pseudónimo de Louis-Ferdinand Destouches, conhecido simplesmente por Céline (Courbevoie, 27 de maio de 1894 - 1 de julho de 1961), foi um escritor e médico francês.

## Biografia
Nascido em 1894 em Courbevoie, periferia de Paris, no seio de uma família de classe média baixa, Céline recebe uma instrução escolar básica antes de incorporar o exército francês em 1912, tendo servido no 12.º regimento de cuirassiers, durante a primeira Guerra Mundial. Por ter levado a cabo uma missão de reconhecimento arriscada no setor de Ypres (Flandres Ocidental), no curso da qual foi ferido com gravidade no braço direito e sofreu ferimentos na cabeça que lhe deixaram um tinnitus recorrente, foi condecorado com a Medalha militar, e posteriormente com a Cruz de guerra. Declarado inválido de guerra e enviado para Londres, Céline casou-se e divorciou-se antes do fim da guerra.
Em 1916 esteve nos Camarões a trabalhar numa empresa Francesa de madeiras, tendo regressado em 1917. Nos três anos seguintes, Céline trabalha na Bretanha com a Fundação Rockefeller, recolhendo informação sobre a tuberculose enquanto completava os seus estudos secundários em Rennes. Em 1919, casa-se com Edith Follet, filha do diretor da escola de medicina de Rennes. Em 1920, nasce a sua filha Colette e dois anos depois Céline recebe a licenciatura em medicina tendo por tese um trabalho sobre Ignaz Philipp Semmelweis.
Em 1925, abandona definitivamente a sua família e sob a égide da Liga das Nações viaja pela Suíça, Inglaterra, Camarões, Canadá, Estados Unidos e Cuba.
Em 1928, instala um consultório privado em Montmartre, especializando-se em obstetrícia. Em 1931, abandona a clínica privada por um cargo público de dispensário. No ano seguinte, completa Voyage au Bout de la Nuit  (Viagem ao Fundo da Noite) e por pouco não recebeu o prémio Goncourt, tendo contudo recebido posteriormente o Prêmio Renaudot.

## Obra
A sua obra mais aclamada é Voyage Au Bout de la Nuit, que estabelece uma rotura com a literatura da época pela utilização do calão e linguagem vulgar de um modo mais consistente do que outros escritores haviam tentado, nomeadamente Zola.
Em 1936 escreveu Morte a Crédito, apresentando uma visão inovadora, caótica e anti-heróica do sofrimento humano. Ao contrário de seus romances, os três panfletos, Bagatelles pour un Massacre (1938), a Escola dos Cadáveres (1938) e os Bonitos Panos (1941), revelam um Céline abertamente antissemita, fato que lhe terá valido a famosa acusação da parte de Sartre de ter colaborado com os nazistas.
Após a queda do regime de Vichy, escapa para Sigmaringen, na Alemanha, em companhia de Pétain e Pierre Laval. Após a queda do regime nazista, foge para a Dinamarca, tendo sido julgado à revelia em França e condenado a um ano de prisão e considerado uma "vergonha pública". Anistiado, retorna a França em 1951.
Recupera notoriedade em 1957 com trilogia relativa à sua estadia na Alemanha, onde relata o seu exílio com um estilo cada vez mais inovador, ainda que autobiográfico: Um Castelo a Outro, Norte e Rigodon.
Nessa altura torna-se um ídolo da chamada beat generation.
Morre em 1961 em Meudon (Hauts-de-Seine), deixando viúva a dançarina Lucette Almanzor. Foi enterrado no cemitério do Longo Réages (Meudon).

## Anti-Semitismo e Nazismo
Viagem ao Fim da Noite foi, com certeza, a obra magna de Céline. O livro conquistou uma legião de fãs como Henry Miller, que confessou ter reescrito Trópico de Câncer depois de lê-la; e Joseph Stalin, que elegeu o livro como sua obra de cabeceira. Em um ano de vendas, foram vendidos quase cem mil exemplares, caminhando para as primeiras traduções. Entretanto, Céline não demorou a mudar sua imagem endeusada de escritor. Em 1937, o escritor publicou seu primeiro (de três) panfleto antissemita, defendendo as posições nazistas, aniquilando a admiração conquistada no seu magnum opus.
Um ano antes de publicar o seu primeiro panfleto antissemita, Bagatelles pour un Massacre, Céline, irritado com a rejeição dos críticos quanto ao seu segundo livro, Morte a Crédito, contra-atacou-os, acusando-os de serem "todos judeus". Depois disso, Céline passou a ter uma forte colaboração com os nazistas. Em 1940, quando a França fora ocupada pelos nazistas, Céline frequentou as recepções de Otto Abetz, embaixador do Terceiro Reich. Nos anos de ocupação, Céline contribuiu para jornais pró-nazistas e deu cerca de onze entrevistas incentivando o ódio racial e a caça aos judeus.
Em 17 de junho de 1944, com as tropas aliadas desembarcadas na Normandia, Céline conseguiu fugir da França com o apoio dos alemães, depois de saber que seria condenado á morte pela Resistência. Achou exílio na Dinamarca e por lá ficou durante seis anos. Após ser acusado de traição à pátria na França, Céline conseguiu se livrar da extradição, mas passou um ano em meio em uma prisão em Copenhaguen. Só em 1950 foi condenado em Paris, retornando para o seu país natal em 1951, ano que cumpriu um ano de prisão e teve metade de seus bens atuais e futuros confiscados.
Até hoje sua imagem é polêmica. Em 1922, a casa em Meudon, onde passou os últimos anos de sua vida com sua mulher Lucette Almanzor, foi tombada pelo Ministério da Cultura e, em menos de um mês, destombada pelas autoridades municipais. Seu amigo Henry Miller expressou o desejo de que "o mundo poderia muito bem fechar os olhos para os "erros" de certos homens eminentes que tanto contribuíram para nossa cultura".

## Análise da obra
O seu pensamento niilista é marcado por acentos heróico-cómicos e épicos e por uma grande força e vivacidade. Controvertido, essencialmente por causa de seus textos antissemitas, publicados entre 1937 e 1941 — reproduzidos durante a ocupação — Céline tornou-se um escritor maldito que, a despeito do enorme valor de suas obras, não figura entre os escritores mais conceituados de França.
Céline revolucionou o romance tradicional, brincando com os ritmos e sons, no que se chamou de "pequena música". Com o seu vocabulário ao mesmo tempo vulgar e científico, é também dotado de uma terrível lucidez, oscilante entre desespero e humor, violência e ternura, revolução estilística e real revolta.
O seu primeiro romance, Viagem ao Fim da Noite, constrói-se em torno de dois eixos principais que correspondem às duas grandes partes do romance. O primeiro eixo refere-se à descoberta pelo narrador-personagem de um mundo onde a paz e o amor entre os povos parecem impossíveis: as guerras, a colonização, a exploração industrial, por toda a parte os homens dominam uns aos outros. O segundo eixo é um prolongamento do primeiro. Confirma o essencial: "o amor é impossível hoje". Contudo, este tema é explorado mais intimamente. Céline disseca a vontade de dominação e dependência da obra nas relações normalmente idealistas, as relações amorosas. O romance progride assim do geral ao particular a fim de verificar um aforismo atual a partir da sua abertura: "o amor é o infinito ponto fora de alcance". Céline interpreta assim o pensamento de Arthur Schopenhauer.
No plano estilístico, a progressão que aparece entre o seu primeiro e último romances é marcada por uma correspondência cada vez mais nítida entre o tempo da ação e o tempo da narração. É assim que o presente narrador invade o espaço romanesco a ponto de a ação deixar de se desenrolar no passado e passar a desenvolver-se no presente. O texto aproxima-se assim progressivamente da crônica, o que dá ao seu leitor a impressão de que os acontecimentos se passam "ao vivo", sob os seus olhos.

### Os Panfletos
- 1936: Mea Culpa. Paris: Ed.. Denoël & Steele
- 1937: Bagatelles para um Massacre. Paris: Ed.. Denoël & Steele
- 1938: A Escola dos Cadáveres. Paris: ED. Denoël
- 1941: Bonitos os Panos. Paris: Novas Edições Francesas

Com excepção de Mea Culpa, os panfletos não foram reeditados, a pedido do autor.

### Outros textos
- 1955: Entrevistas com o professor Y. Paris: ED. Gallimard
- 1983: Arletty, jovem rapariga. Paris: A flauta de Pano
- 1987: Prefácios e dédicações. Tusson: Do Lérot
- 1997: História do pequeno Mouck. Edições do Balanço
- 1948: Raios e flechas. Paris: ED. F. Chambriand
- 1950: Escândalo às fossas oceânicas. Paris: ED. F. Chambriand
- 1959: Bailados sem música, sem ninguém, sem nada. Paris: ED. Gallimard. Este volume contem os bailados o nascimento Fée, Paul, Virginie e Van Bagaden que figuravam já em Bagatelles para um massacre, bem como Raios e flechas e Escândalo às fossas oceânicas.
- 1978: Progresso. Paris: ED. mercúrio da França.

### Correspondências
- 1979: Cadernos Céline 5: Cartas a amigas. ED. Gallimard
- 1981: Cadernos Céline 6: Cartas a Albert Paraz 1947-1957. ED Gallimard
- 1984: Cartas ao seu advogado: _ 118 cartas inéditas a Albert Naud. Paris: A Flauta de Pano
- 1985: Cartas a Tixier: _ 44 cartas inéditas a Tixier-Vignancour. Paris: A Flauta de Pano
- 1987: Cartas a Joseph Garcin (1929-1938). Paris: Livraria Monnier
- 1988: Cartas a Charles Deshayes, 1947-1951. Paris: Biblioteca de Literatura Francesa Contemporânea
- 1989: O questionário Sandfort, precedido de nove cartas inéditas a J.A. Sandfort. Paris: Livraria Monnier
- 1991: Cartas ao N.R.F. 1931-1961. Paris: Gallimard
- 1991: Cartas a Marie Bell. Aigre: Do Lérot
- 1991: Céline e as edições Denoël, 1932-1948. Paris: IMEC
- 1995: Cartas a Marie Canavaggia, 1: 1936-1947. Tusson: Do Lérot
- 1995: Cartas a Marie Canavaggia, 2: 1948-1960. Tusson: Do Lérot
- 1998: Cartas da prisão a Lucette Destouches e de Mestre Mikkelsen (1945-1947). Paris: Gallimard

### Biografias
- 1993: ALMERAS, Philippe. Céline: entre ódios e paixão. ED. Robert Laffont
- GIBAULT, François. Céline. Paris: ED. mercúrio da França, (3 volumes).
- 1999: HEWITT, Nicholas. The Life of Céline. A Critical Biography, "Blackwelll critical biographies", Blackwell, Oxford
- 1976: VITOUX, Frédéric. Bébert, o gato de L.-F. Céline. Paris: Grasset
- 1987: VITOUX, Frédéric. Céline. Paris: Belfond
- 1988: VITOUX, Frédéric. A vida de Céline. ED. Grasset
- 1977: Álbum Céline: iconografia reunida e comentada por Jean-Pierre Delfim e Jacques Boudillet. ED. Gallimard, Biblioteca Pléiade